# Преллер, Фридрих (младший)
Фридрих Преллер Младший (нем. Friedrich Preller der Jüngere; 1 сентября 1838, Веймар — 21 октября 1901, Блазевиц) — немецкий живописец-пейзажист, маринист и художник-декоратор.

## Биография
Фрмдрих Преллер был младшим сыном живописца Фридриха Преллера Старшего. С тринадцати лет учился рисунку и живописи в мастерской отца. В поисках вдохновения для своих произведений, он вместе с отцом в середине 1850-х годов посетил расположенный на севере Германии город Евер и швейцарский кантон Невшатель. Лето 1858 года он провёл с молодыми художниками из Дюссельдорфа в Кляйнсассене, живописной деревне в горном массиве Рён, которая была известна как «деревня художников». В 1859 году он отправился с отцом в Рим и вплоть до 1862 года «предпринял многочисленные экскурсии на побережье», в Неаполь, Сорренто и Кампанию, а также на Сицилию чтобы своими глазами увидеть те места, о которых он читал в текстах античных писателей.
В 1864 году Преллер совершил ещё одну поездку в Италию, а в 1866 году вернулся в Дрезден, где с тех пор держал свою мастерскую. В 1880 году он стал профессором Дрезденской академии художеств. Он продолжал много путешествовать, 
предпочитая морские побережья Италии, Греции и северной Германии, где черпал вдохновение для своих пейзажных работ.
С 1884 года Преллер жил в доме, который спроектировал сам, по адресу Фридрих-Август-Штрассе, 6c в Блазевице (ныне район Дрездена). В 1921 году улица, в честь художника, была переименована в Преллерштрассе.
Преллер скончался в Блазевице в 1901 году и был похоронен на кладбище Йоханнисфридхоф. Рельеф на его надгробии создал его зять, скульптор Рихард Кёниг; на нём видно, как художник откладывает кисть и палитру, прощаясь с женой на фоне Альп, куда он совершил с ней свое последнее путешествие.
Преллер был женат на Антонии Огюсте Корнели Преллер, урождённой Ратген (1844—1923), дочери юриста Бернхарда Ратгена. Дочь Преллера Люси была замужем за скульптором Рихардом Кёнигом, вместе с которым она написала и опубликовала книгу о своем отце: Фридрихе Преллере Старшем. В книге также собраны тексты, написанные самим Преллером. Дочь Преллера Элина вышла замуж за художника Вальтера Виттинга. Другая дочь в 1890 году вышла замуж за Курта Моргенштерна.

## Творческое наследие
Кроме пейзажей, Преллер создал ряд настенных росписей на сюжеты античной мифологии. Однако большинство фресок работы Преллера Младшего, как и часть пейзажей, погибли в результате бомбардировки Дрездена англо-американской авиацией в феврале 1945 года. К числу утраченных работ относится цикл фресок на античные сюжеты («Царь Эдип», «Ахиллес», «Геракл» и «Золотое руно») в здании Оперы Земпера в Дрездене и фрески на сюжет мифа о Прометее в Альбертинуме в Вене.
В настоящее время из работ художника сохранились в основном пейзажи. Что касается авторства, его произведения часто отождествляют с произведениями отца.

## Энциклопедический словарь Брокгауза и Ефронао Преллере
Сын и ученик П. (старшего Преллера), по имени также Фридрих, родившийся в 1838 году, живет в Дрездене, где состоит профессором ландшафтной живописи в академии художеств. С 1859 по 1866 год он работал в Риме, а потом не раз путешествовал по разным странам Европы. Пишет очень характерные итальянские, швейцарские и тирольские виды. Главные его произведения — стенные картины в Альбрехтсбурге, в Мейсене, и в вестибюле Дрезденского королевского театра.— Преллер, Фридрих // Энциклопедический словарь Брокгауза и Ефрона : в 86 т. (82 т. и 4 доп.). — СПб., 1890—1907.

## Галерея

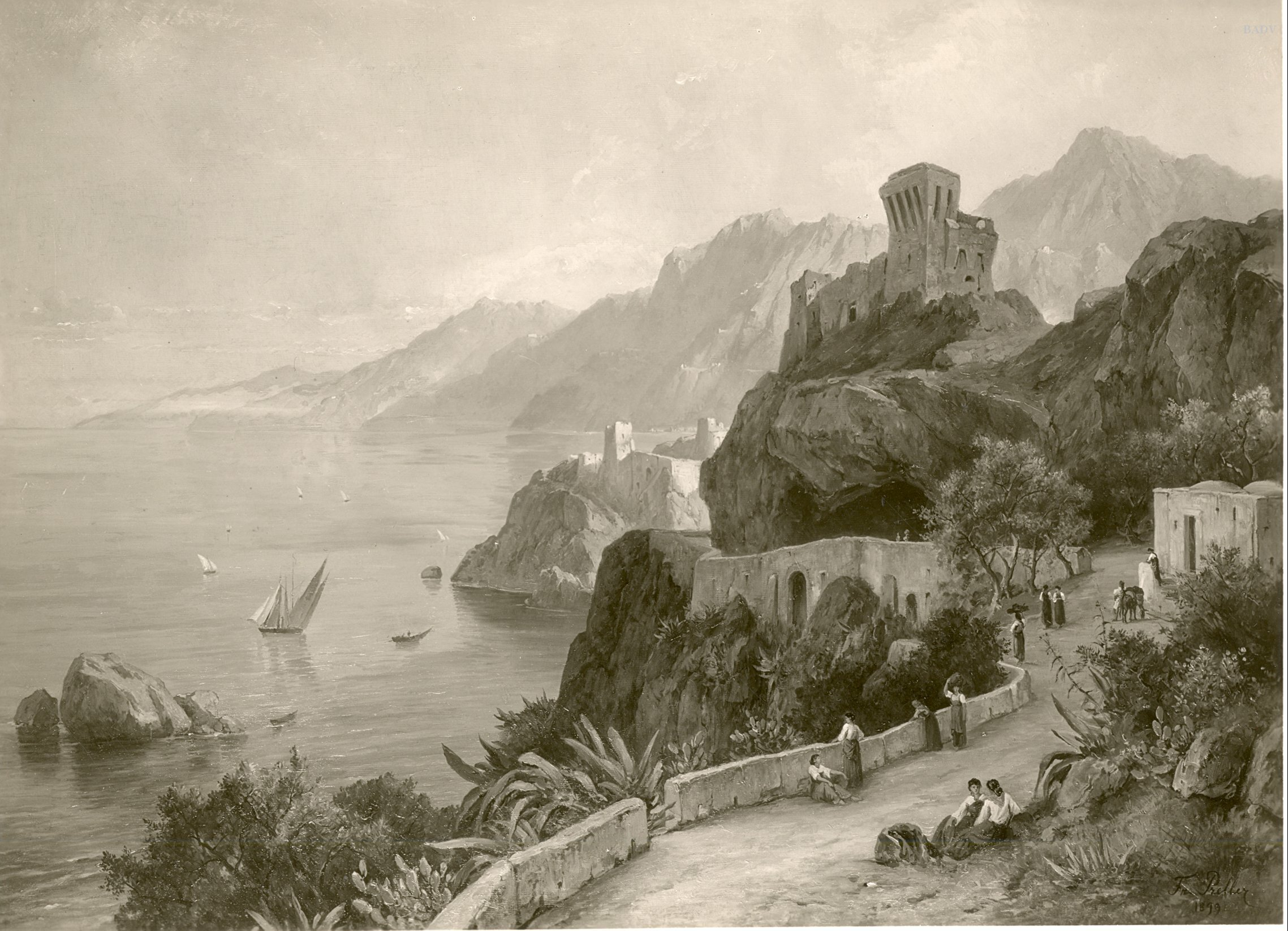
Бухта Амальфи. 1899. Холст, масло. Была отобрана для размещения в Музее фюрера. Чёрно-белая фотография.
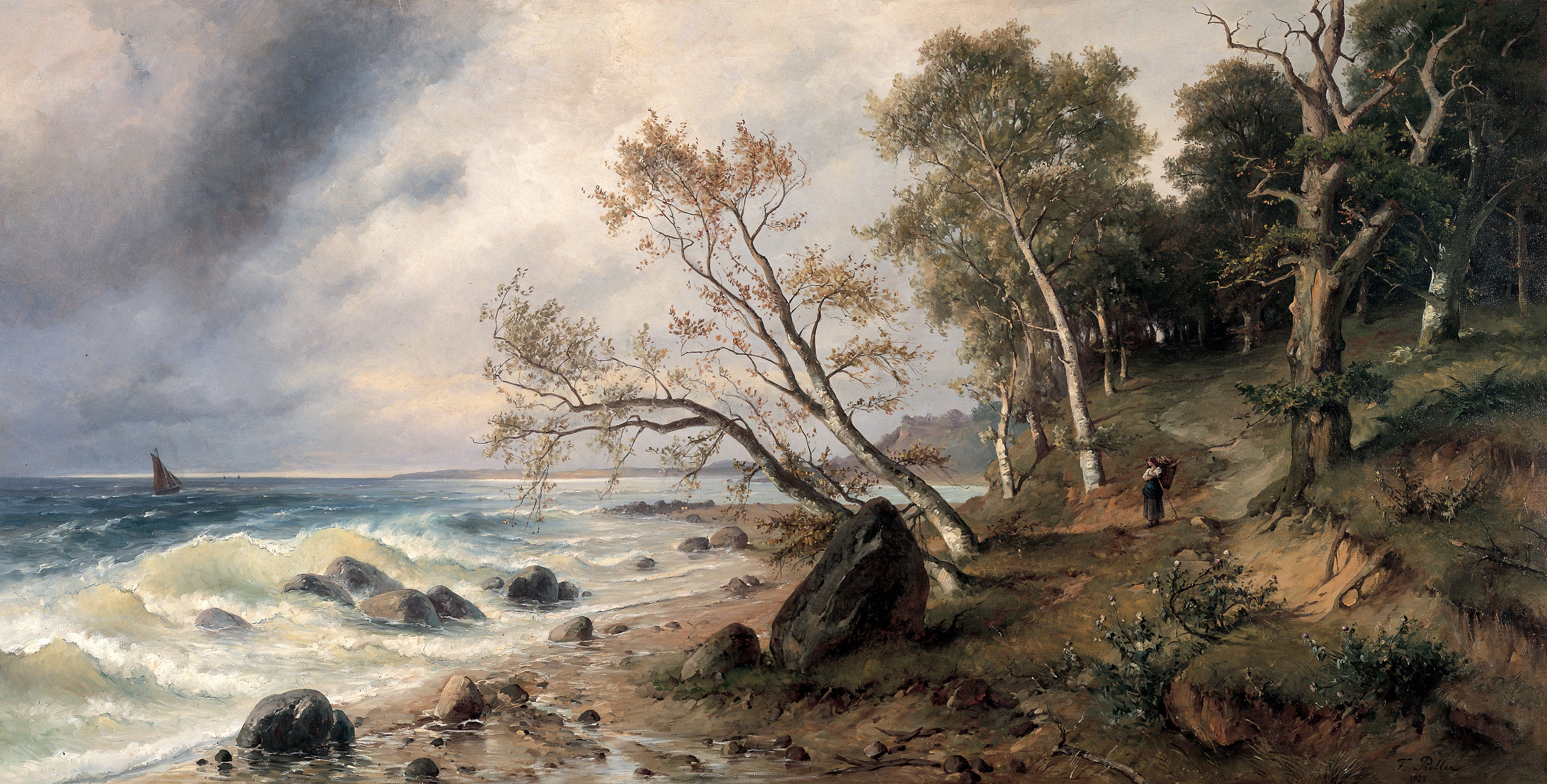
Побережье Балтийского моря на острове Вильм. Померанский государственный музей, Грайфсвальд, Мекленбург-Передняя Померания, Германия
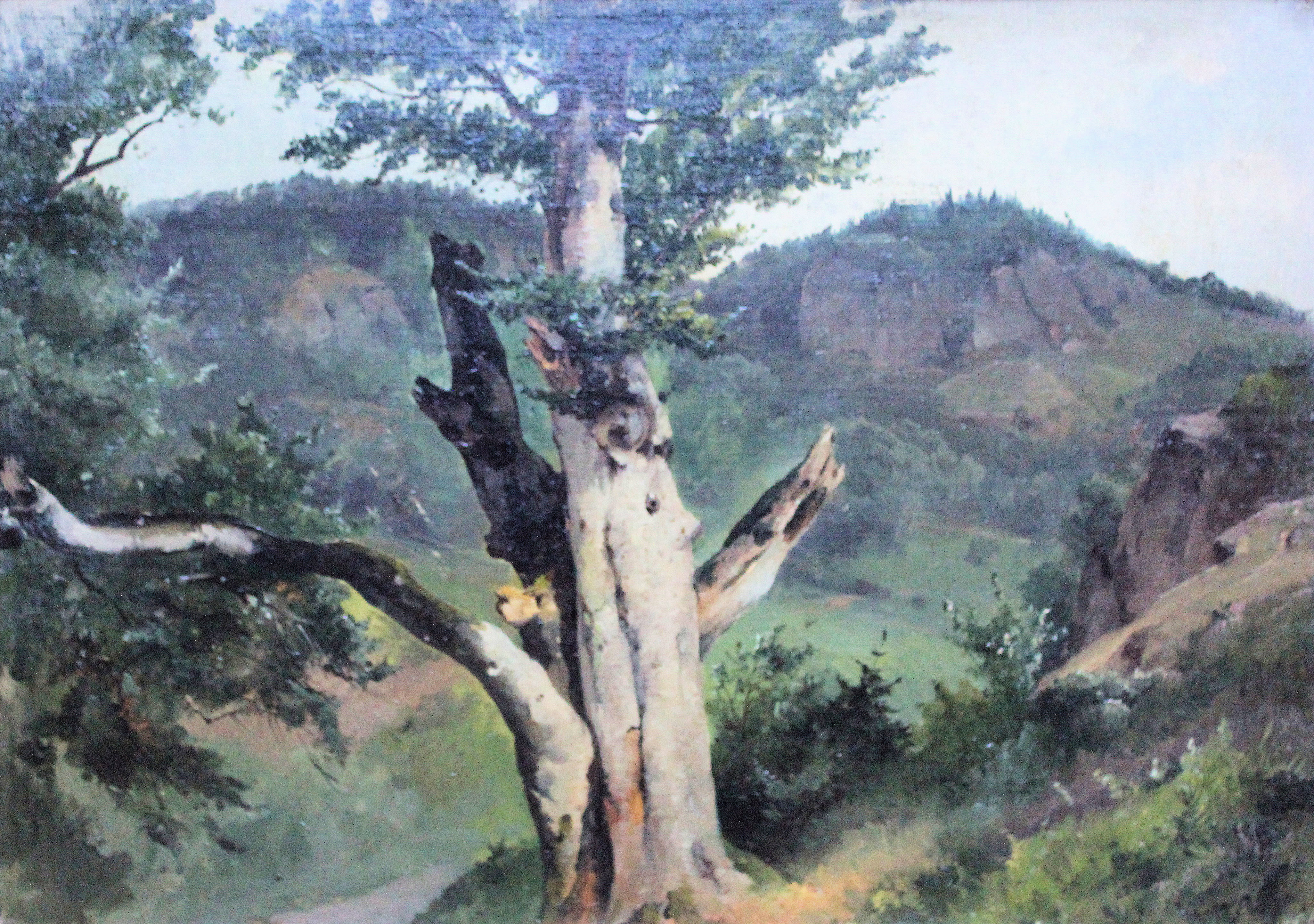
Пезйжа с буком. Картон, масло. Галерея новых мастеров, Альбертинум, Дрезден
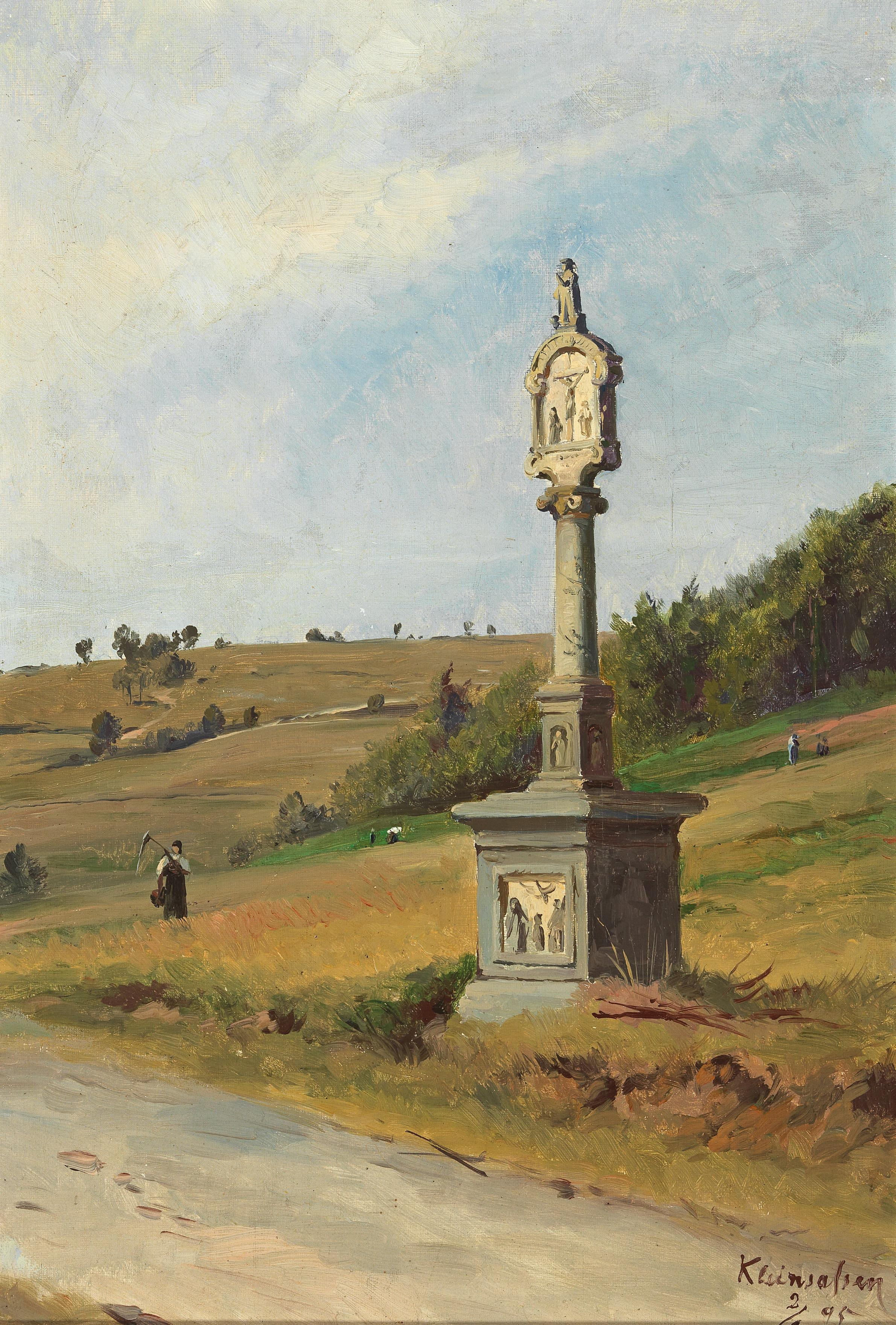
Деревенский пейзаж с Распятием. 1895. Холст на картоне, масло. Частное собрание
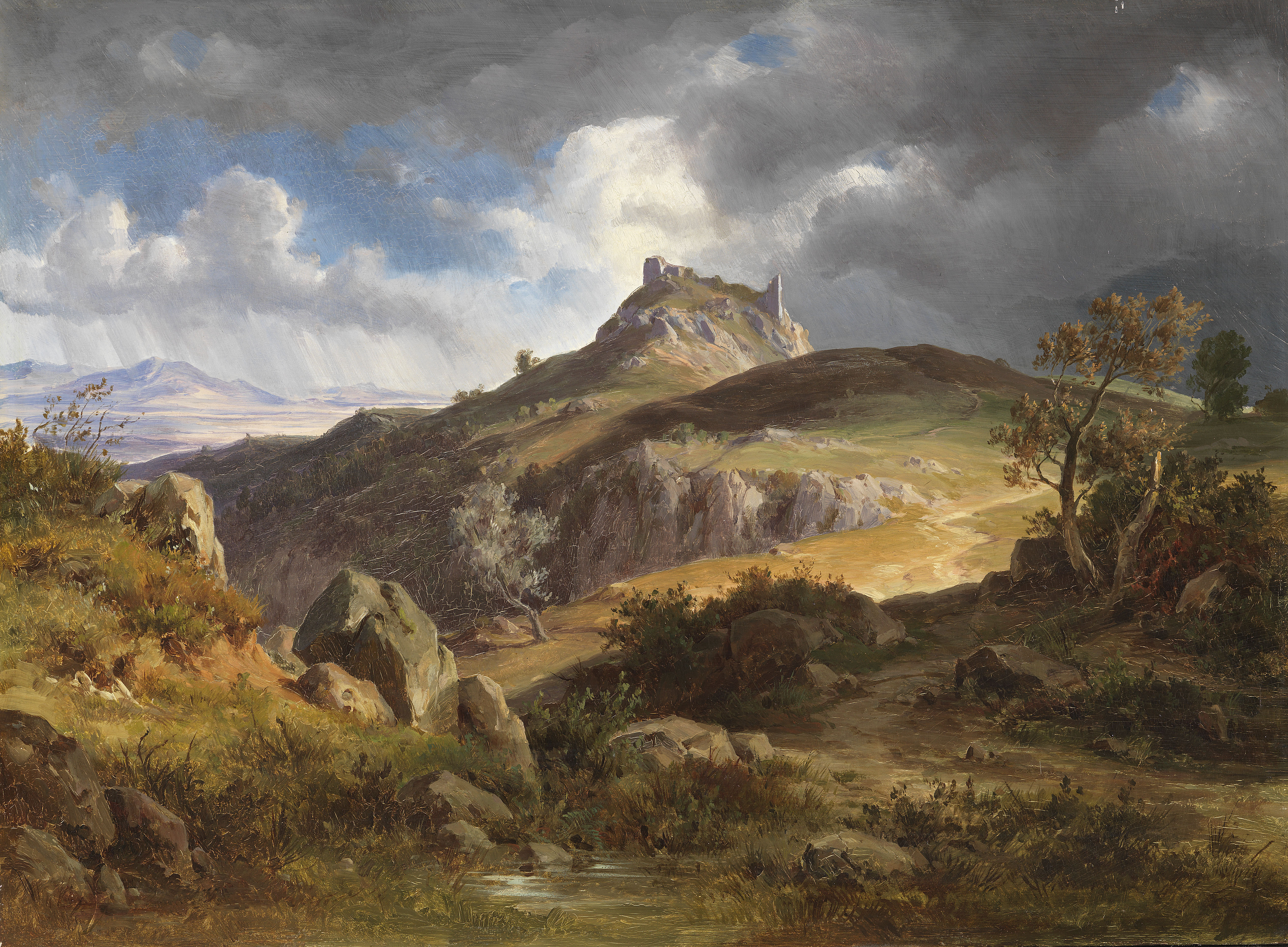
Вид на руины замка Каносса. 1872—1873. Дерево, масло. Частное собрание
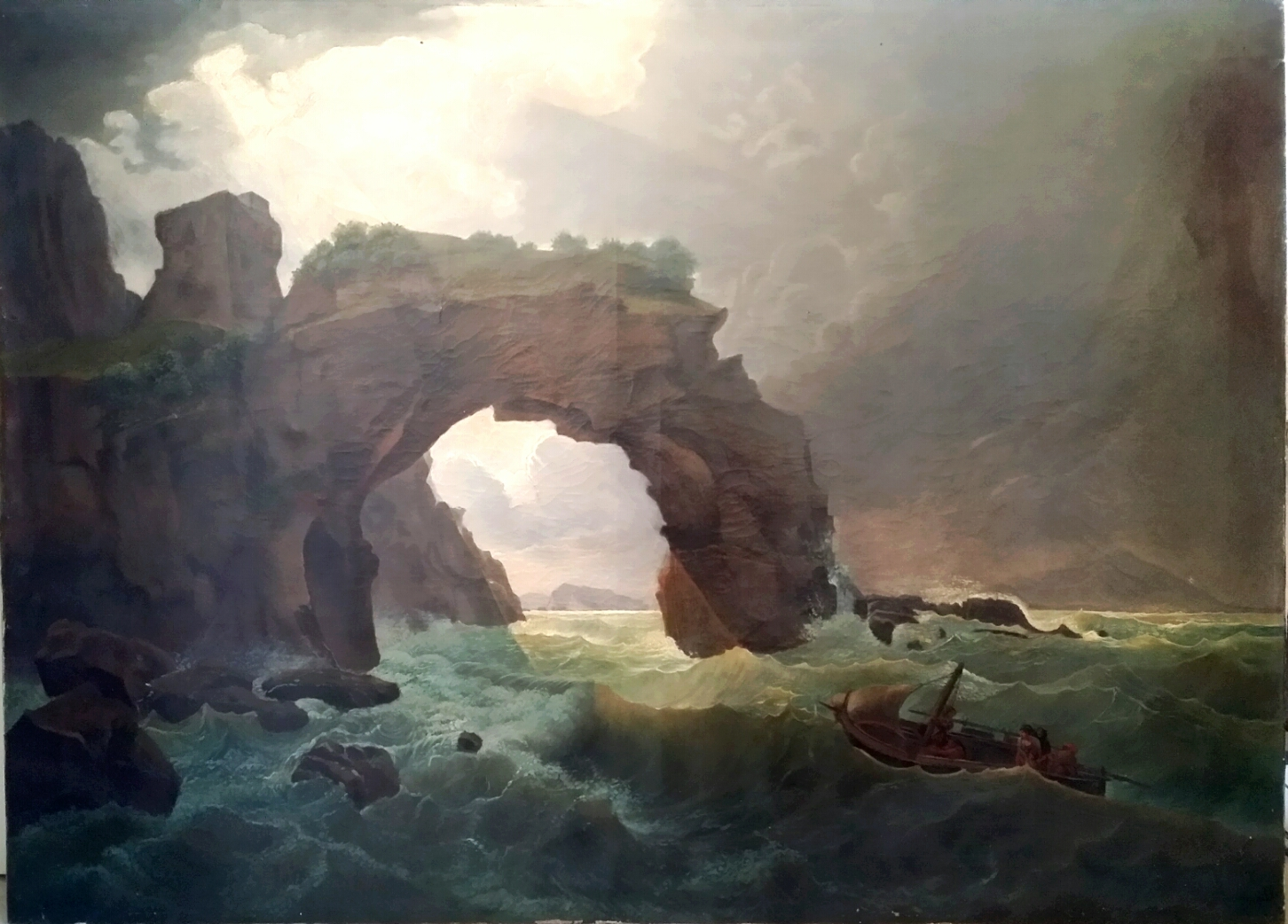
Бурный прибой перед природной аркой с замком на дальнем плане. Холст, масло. Галерея новых мастеров, Альбертинум, Дрезден
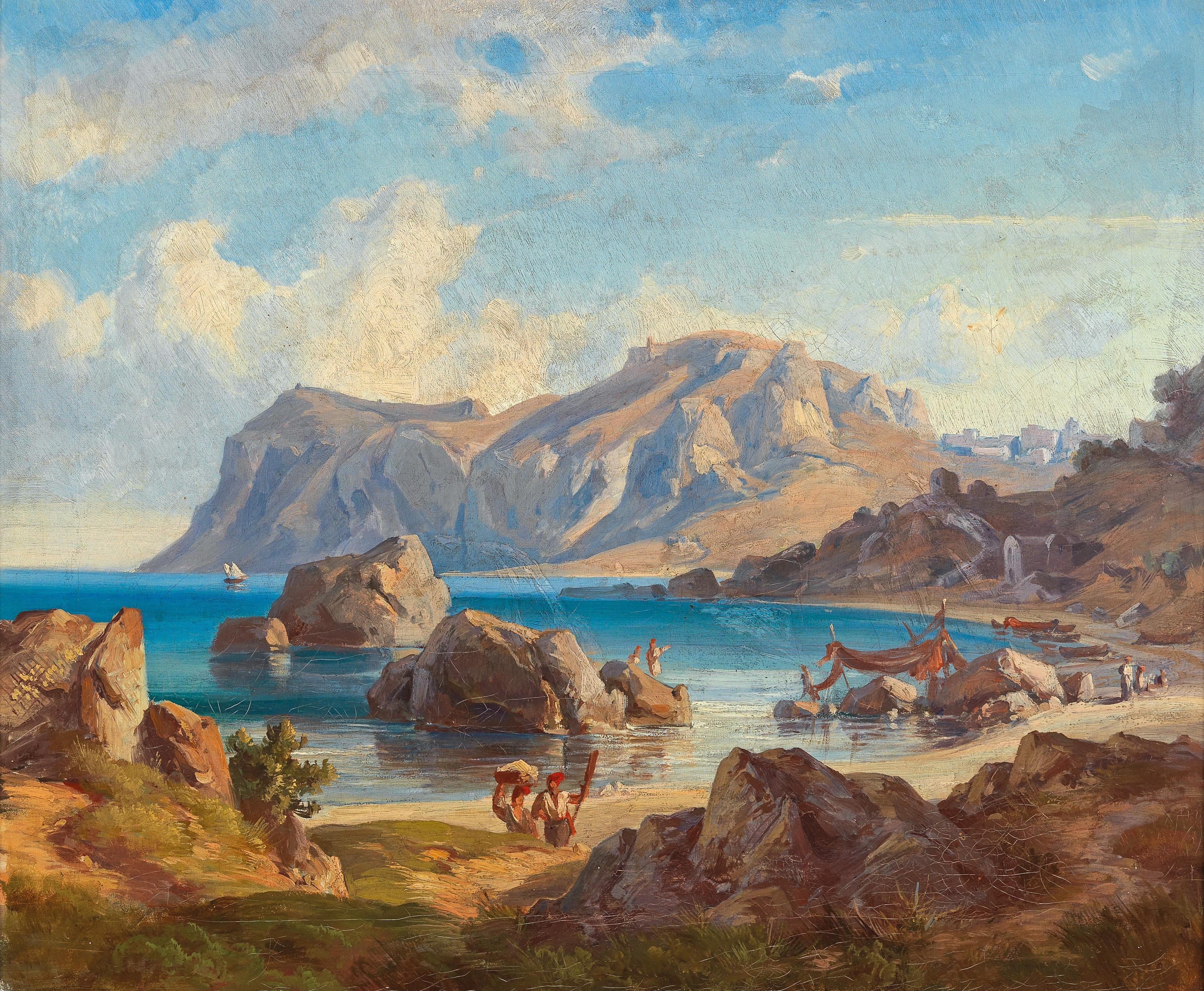
Залив в Нафплионе. До 1902. Холст, масло. Частное собрание